# Fall Hilsner

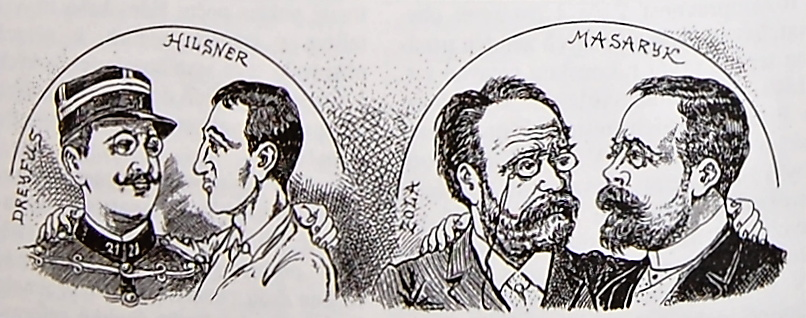
Zeitgenössische Karikatur, die eine Analogie zwischen Hilsneriade und Dreyfus-Affäre herstellt

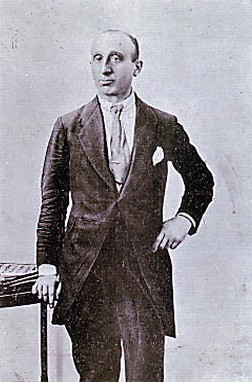
Leopold Hilsner (1876–1928)

Der Fall Hilsner, auch bekannt als Hilsneriade oder Hilsner-Affaire, war eine Serie antisemitischer Gerichtsverfahren in Österreich-Ungarn gegen Leopold Hilsner aus Böhmen. In der Affäre, die damals großes Medieninteresse erregte, trat Tomáš Masaryk, der spätere tschechoslowakische Präsident, öffentlich gegen die Ritualmordanschuldigungen auf.

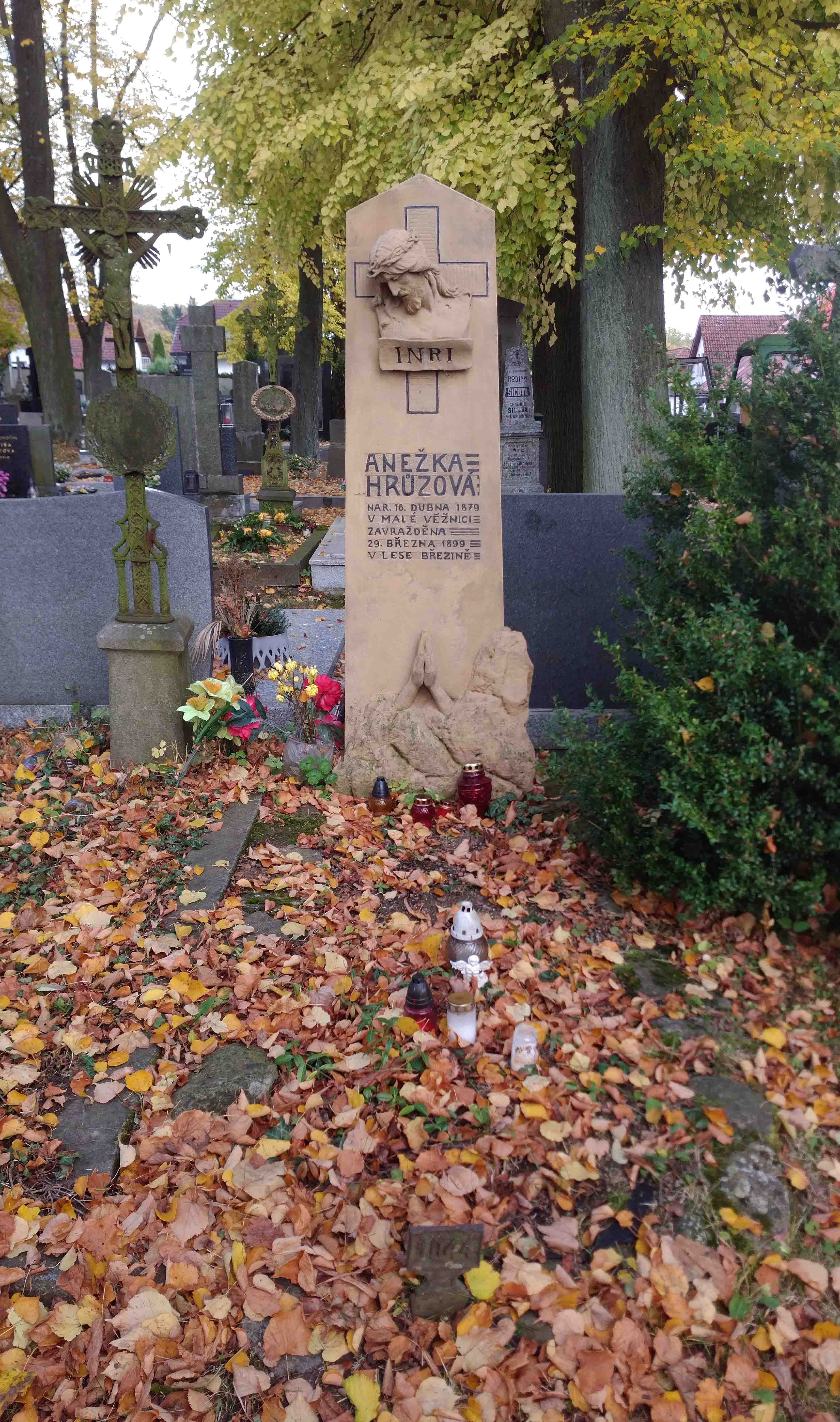
Grab der Anežka Hrůzová auf dem Friedhof von Polná, aufgenommen im Oktober 2023

## Hergang

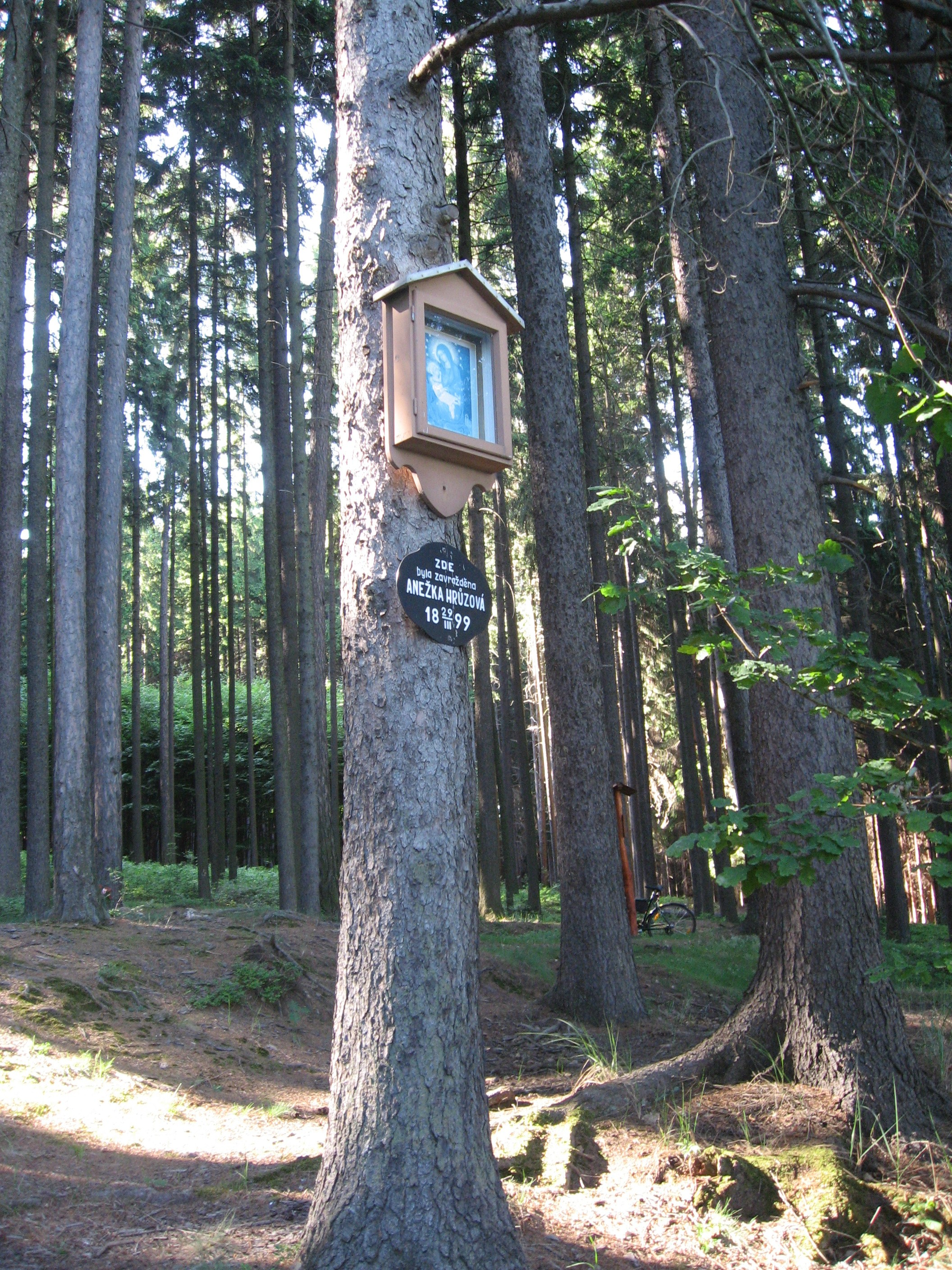
Tatort im Wald mit einem Heiligenbild

Anežka Hrůzová, ein 19-jähriges katholisches Mädchen, das in Malá Věžnice lebte, wurde am 29. März 1899 im Umland der Stadt Polná ermordet. Drei Tage später wurde ihre Leiche in einem Wald gefunden. Es war ihr die Kehle durchgeschnitten worden. In der Nähe wurden jedoch nur wenige Blutspuren gefunden. Ziemlich bald geriet der jüdische Schuster Leopold Hilsner (auch Hülsner 1876–1928) in Verdacht, einen Ritualmord begangen zu haben.
Durch die öffentliche Vorverurteilung bei unausgesetzter Bearbeitung des Volkes und auch weil er kein eindeutiges Alibi vorweisen konnte, wurde Hilsner durch das Gericht als schuldig erkannt und am 16. September 1899 zum Tode verurteilt. In der Verhandlung brachte der Vertreter der Nebenklage, der Landtagsabgeordnete Karel Baxa, wiederholt das Motiv des Ritualmordes ein und sorgte so für die mediale Verbreitung der Ritualmordlegende und eine Steigerung des antisemitischen Ressentiments in Mähren.
Am 25. April 1900 wurde vom Prager Kassationshof das Urteil aufgehoben und ein neues Verfahren angeordnet. Am 14. November 1900, dem 17. Verhandlungstag am Geschworenengericht Písek, wurde Hilsner zwar von der direkten Mitschuld am Mord von Anežka Hrůzová freigesprochen, jedoch als Mitschuldiger an dem (zwei Jahre zuvor geschehenen) Mord an Marie Klimova zum Tod durch den Strang verurteilt. Das Urteil wurde vom Obersten Gerichtshof in Wien bestätigt.

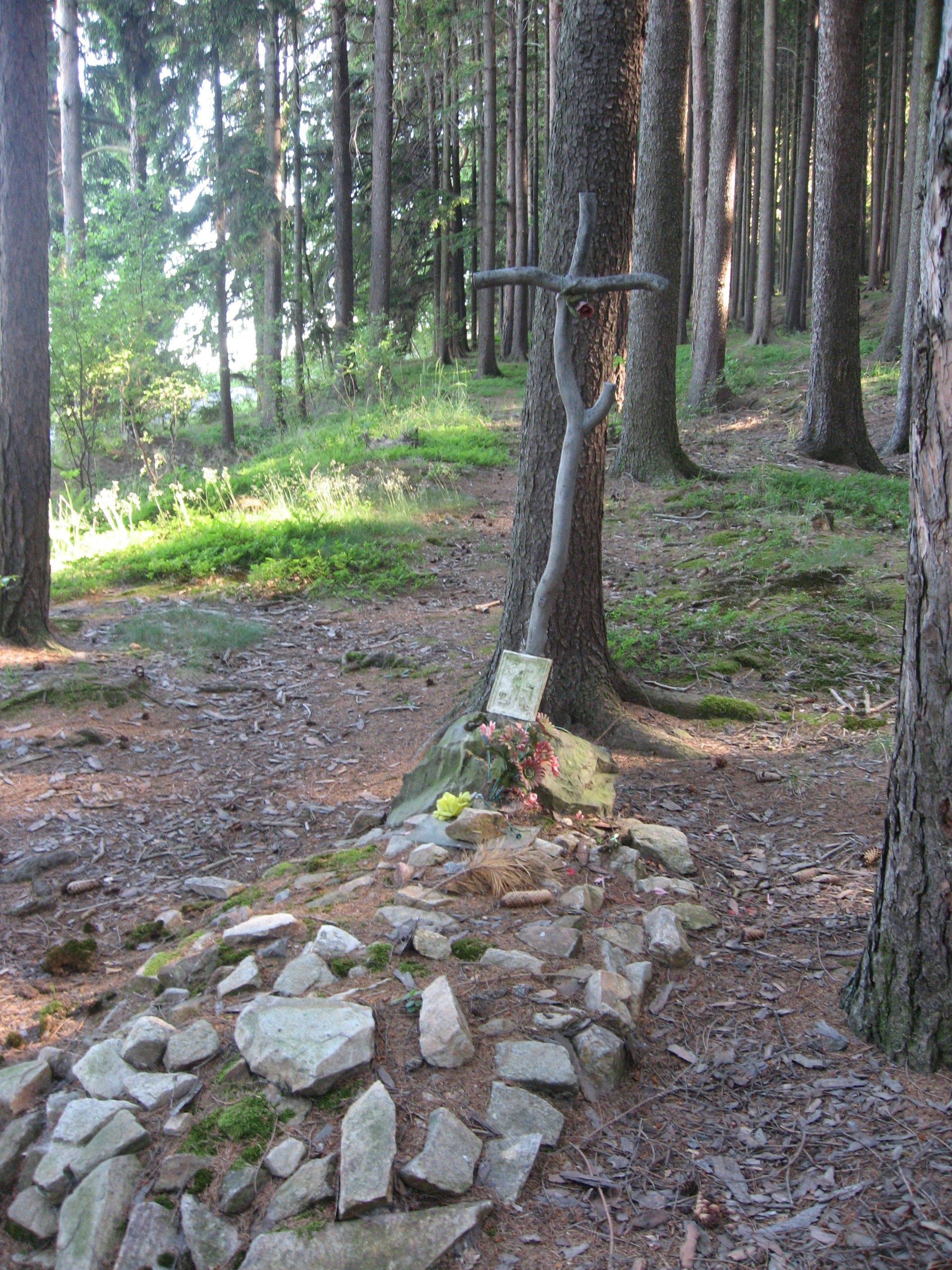
Symbolisches Grab von Anežka Hrůzová nahe Polná

Versuche zur Rehabilitation unternahm unter anderem der Philosophieprofessor und Soziologe Tomáš Masaryk, dessen in Wien erschienene Schrift Die Nothwendigkeit der Revision des Polnaer Processes im tschechischen Teil Böhmens konfisziert wurde. Im herrschenden antisemitischen Klima wurden Masaryks Vorlesungen an der Prager Universität boykottiert. Auf seinen Druck hin, sowie den aus Paris und Berlin, wandelte am 11. Juni 1901 Kaiser Franz Joseph I. das Todesurteil in lebenslange schwere Haft um. Einen Großteil der Haft verbüßte Hilsner in Stein in Niederösterreich.
Am 2. Juli 1917 erließ Kaiser Karl I. aus Anlass des Namenstages seines Sohnes Otto eine Politische Amnestie, die Interpellationen zugunsten von Hilsner Auftrieb gab. Am 19. März 1918 wandte sich eine Abordnung der Österreichisch-Israelitischen Union unter Führung von Julius Ofner (1845–1924) an Justizminister Hugo von Schauer (1862–1920) und bat um die Begnadigung Hilsners. Am 24. März 1918 konnte Leopold Hilsner die Strafanstalt Stein verlassen. Er wurde jedoch gemäß einer oberstaatsanwaltschaftlichen Verfügung von 1916 zur Bezirkshauptmannschaft Krems überstellt und in Polizeiarrest genommen, wo über seine Tauglichkeit für den Militärdienst kommissionell befunden werden sollte. Hilsner, sichtbar geschwächt durch jahrelange Unterernährung, wurde nach Wien gebracht, wo er die Musterung abzuwarten hatte.
Noch 1918 wurde Hilsner Protagonist des stummen Kurzfilms Das Drama eines unschuldig Verurteilten / Der Fall Hilsner. Das Werk wurde umgehend behördlich zensuriert und nach seiner (verzögerten) Veröffentlichung 1920 nur im jüdischen Bezirk von Wien gezeigt. 1922 änderte Hilsner, beruflich Handelsreisender, seinen Familiennamen auf Heller.
Hilsner lebte ab 1918 in Wien, Prag sowie am Heimatort seiner Familie, Velké Meziříčí. Am 8. Jänner 1928 starb er in Wien im Rothschild-Spital. Begraben ist er auf dem Wiener Zentralfriedhof, jüdischer Teil, Tor 4, Gruppe 10a, Reihe 8, Grab Nr. 4.
Einer seiner Unterstützer war der Floridsdorfer Bezirksrabbiner Joseph Samuel Bloch, der schon zu Hilsners Lebzeiten Rehabilitierungsversuche unternahm und sowohl ihn als auch dessen Familie finanziell unterstützte.

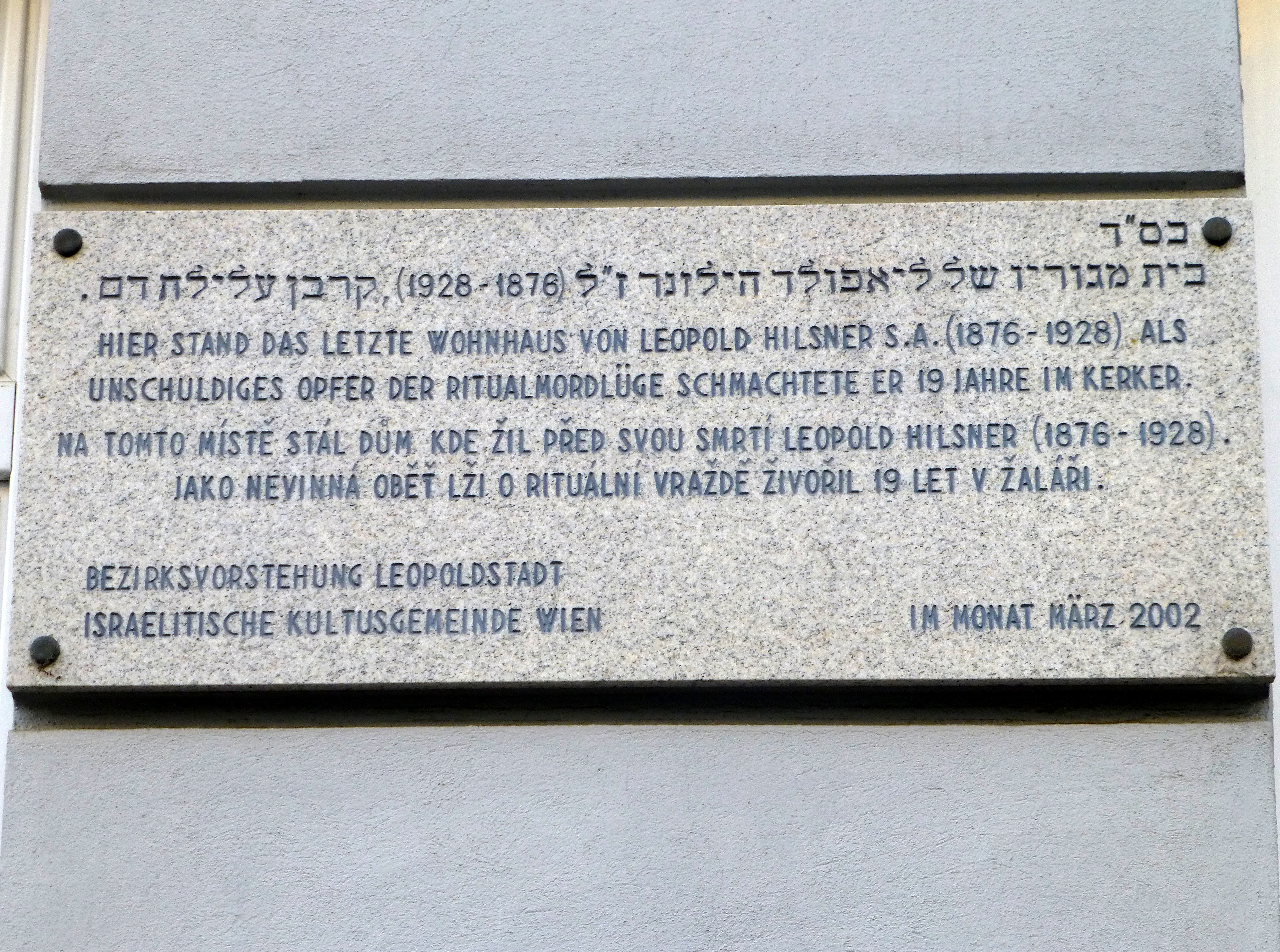
Gedenktafel für Hilsner in Wien

Während 100 Jahre später in der Tschechoslowakei Gedenkveranstaltungen stattfanden, wurde in Österreich das Thema kaum erwähnt. Auch das Grab am Zentralfriedhof konnte erst durch eine Privatinitiative wieder renoviert werden. 2002 wurde in Wien-Leopoldstadt eine Gedenktafel angebracht. Am 14. November 2008 wurde Hilsner von der damaligen österreichischen Justizministerin Maria Berger (SPÖ) in einer feierlichen Zeremonie auf dem Wiener Zentralfriedhof symbolisch rehabilitiert.